# 9378 Nancy-Lorraine
A 9378 Nancy-Lorraine (ideiglenes jelöléssel 1993 QF3) a Naprendszer kisbolygóövében található aszteroida. Eric Walter Elst fedezte fel 1993. augusztus 18-án.